# Kaxås
Kaxås ist ein kleiner Ort (småort) in der schwedischen Provinz Jämtlands län und der historischen Provinz (landskap) Jämtland.
Der Ort liegt am Fuße des Hällberges, etwa 60 Kilometer nordwestlich von Östersund in der Kirchengemeinde Offerdal in der Gemeinde Krokom.
Kaxås und andere Dörfer in Offerdal werden seit langem von einer traditionellen Bauernkultur geprägt. In Åflo bei Kaxås wurde im Jahre 1881 eine 8000 Jahre alte Pfeilspitze (Offerdalsspetsen) gefunden. Der Name Kaxås ist seit dem Jahre 1472 urkundlich belegt. Im 19. Jahrhundert wurde Kaxås ein wichtiger Ort in diesem Teil von Offerdal, vor allem durch Handel und Handwerk.

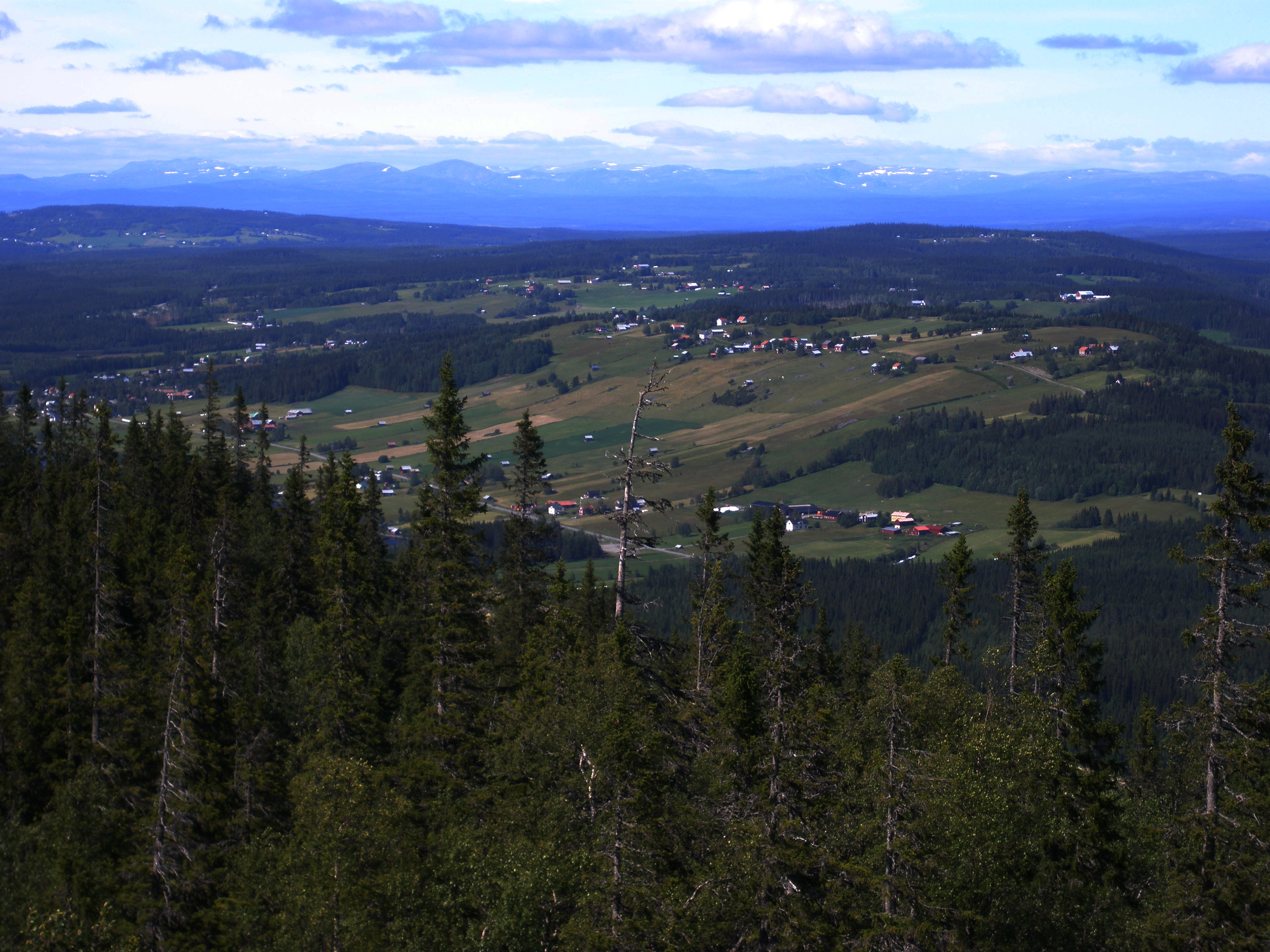
Kaxås in Offerdal

## Weblinks

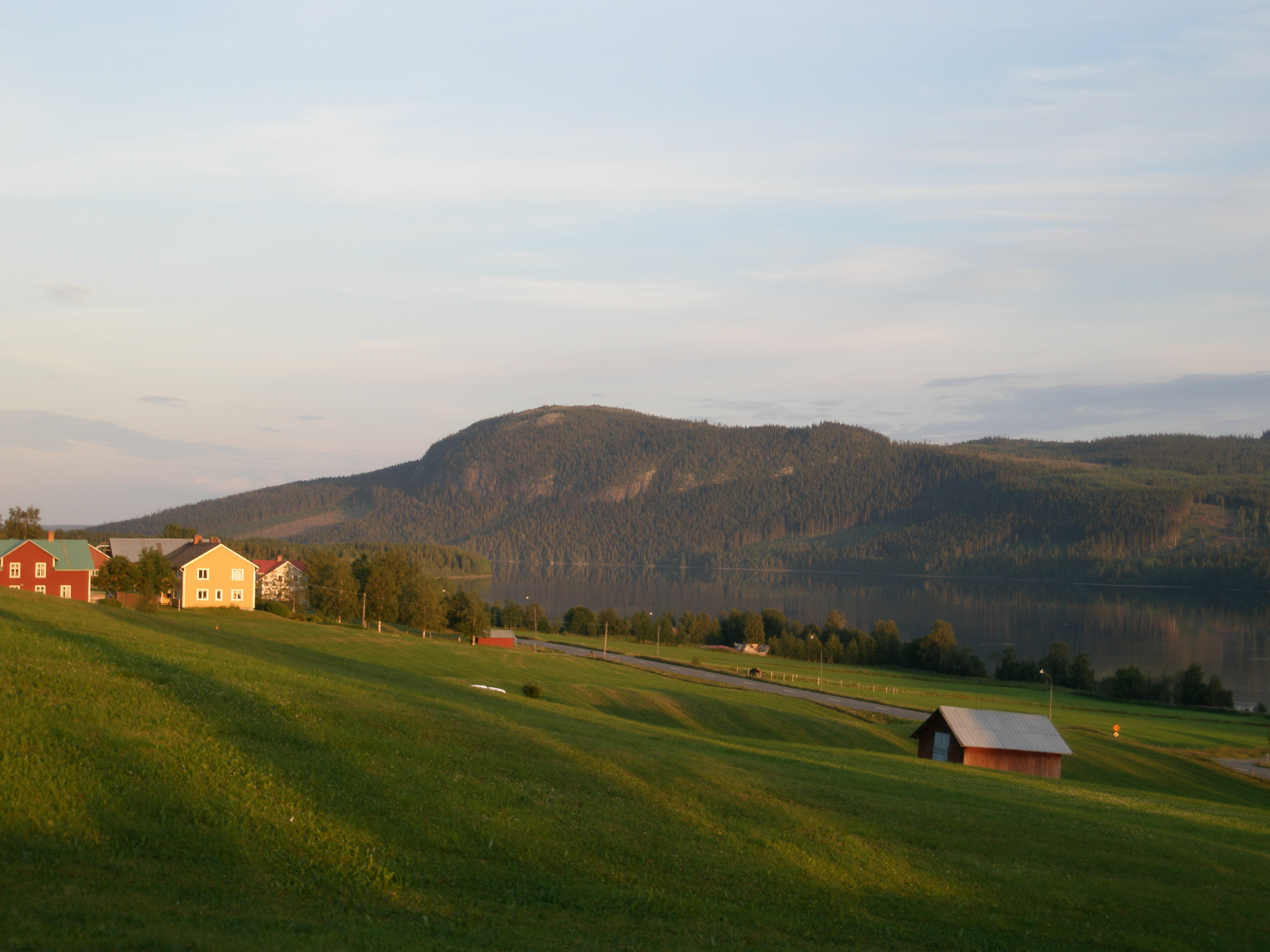
Der Hällberg von Kaxås aus gesehen